# Trichopsidea oestracea
Trichopsidea oestracea är en tvåvingeart som beskrevs av John Obadiah Westwood 1839. Trichopsidea oestracea ingår i släktet Trichopsidea och familjen Nemestrinidae. Inga underarter finns listade i Catalogue of Life.